# Austrolaenilla fulgens
Austrolaenilla fulgens är en ringmaskart som först beskrevs av Pruvot in Fauvel 1936.  Austrolaenilla fulgens ingår i släktet Austrolaenilla och familjen Polynoidae.
Artens utbredningsområde är havet kring Nya Zeeland. Inga underarter finns listade i Catalogue of Life.